# People Need Love
«People Need Love» (en español: «Gente necesita amor») es el primer sencillo lanzado por el grupo sueco ABBA, que en ese entonces tenía por nombre Björn & Benny, Agnetha & Anni-Frid. Fue incluida como la pista #4 del álbum Ring Ring.

## La canción
Como la mayoría de las canciones de ABBA la canción fue escrita por Björn, Benny, los hombres del grupo, pero en esta ocasión junto a Anni-Frid. Fue producida por Michael B. Tretow, su ingeniero de sonido. Fue grabada el 29 de marzo de 1972. Comúnmente era interpretada por el grupo en su tour de 1973.
El nombre de la canción resume el mensaje de la misma. La gente lo que necesita es amor para hacer de este mundo un lugar mejor. Con un sonido que caracterizaría al grupo durante varios años, esta especie de balada es una de las pocas canciones en que los 4 cantan (en todas las estrofas), en un estilo de diálogo entre los hombres y las mujeres.
Básicamente, el sencillo no estaba planeado para ser lo que en realidad fue. En esa época, aunque los cuatro ya se conocían, no tenían la intención de grabar un disco juntos, ni siquiera de formar un grupo; la canción se hizo para promocionar el dueto "Björn & Benny", y sus parejas sólo aparecían como acompañamiento, y el éxito obtenido fue inesperado.
A pesar de que llegaron al Top Ten en Suecia, y que tuvieron un éxito considerable en otros países, el formar un grupo nunca pareció ser el aspecto más importante de sus carreras, en especial porque Agnetha y Frida era de distintas compañías discográficas (CBS y EMI, respectivamente). No obstante este sencillo los impulsó a grabar un LP como un grupo.

## Merry-Go-Round
La canción Merry-Go-Round (Carrusel), fue el lado B del sencillo, era cantada por Björn y Benny, con una pequeña participación en los coros por parte de las chicas. Fue grabada el 29 de marzo de 1972.
La canción habla acerca de que un hombre pierde a su mejor amiga (o novia), y se siente atrapado en un carrusel, dando vueltas sin sentido tratando de encontrarla para pedirle perdón. Más tarde fue grabada en sueco para lanzarla como sencillo, bajo el nombre de En Karusell (como se puede apreciar en la portada).

## Posicionamiento
| Lista                                                    | Posición |
| -------------------------------------------------------- | -------- |
| Suecia Tio i Topp Chart                                  | 3        |
| Costa Rica Top 50 Radio Uno Chart                        | 10       |
| Suecia Álbum/Singles Chart                               | 17       |
| E.U. Top 100 Cash Box Singles Chart (Bubbling Under)     | 114      |
| E.U. Top 100 Record World Singles Chart (Bubbling Under) | 117      |